# ラモン・エレディア
ラモン・アルマンド・エレディア・ルアルテ（Ramón Armando Heredia Ruarte、1951年2月26日 - ）は、アルゼンチン・コルドバ出身の元同国代表サッカー選手、元サッカー指導者。現役時代のポジションはDF。

## 経歴
アルゼンチンのコルドバに生まれ、サン・ロレンソ]でプロデビューを果たし、1973-74シーズン開幕前にアトレティコ・マドリードへ移籍した。アトレティコ・マドリードでは、ルイス・アラゴネス監督の下、CBのレギュラーとして1974-75シーズンのトヨタカップ優勝やプリメーラ・ディビシオン優勝に貢献した。しかし、1976-77シーズンからルイス・ペレイラにレギュラーの座を奪われると、移籍を志願。レアル・マドリードやFCバルセロナからのオファーが届いたが、国内クラブへの移籍を許可しなかったアトレティコ・マドリードの方針も重なり、アルゼンチン代表でチームメイトだったカルロス・ビアンチの勧誘によってパリ・サンジェルマンFCへ移籍した。1980-81シーズン終了後に現役を引退。
アルゼンチン代表としては、1974年の西ドイツ・ワールドカップに出場。グループステージ全3試合に先発フル出場したが、1分2敗の成績で大会を後にした。

## 人物
現役引退後はスペインに移住し、古巣アトレティコ・マドリードのクラブ運営に携わっている。実子のフアン・エレディアはスペイン国内でアマチュアサッカー選手としてプレー、孫のチアゴ・エレディアは、レアル・マドリードのカンテラに所属している。